# (15023) Ketover
(15023) Ketover (1998 SP156) – planetoida z pasa głównego asteroid okrążająca Słońce w ciągu 3,57 lat w średniej odległości 2,33 j.a. Odkryta 26 września 1998 roku.